# Sunila Oy
Sunila Oy är ett finländskt skogsindustriföretag inom Stora Enso, med en sulfatmassafabrik i Kotka stad i Finland.
Sunila pappersmassafabrik byggdes 1936–1938 av ett 1928 bildat samriskföretag med många finländska träindustriföretag som ägare, bland andra Karhula Oy inom A. Ahlström Ab-koncernen. Det uppfördes på dåvarande ön Pyötinen i dåvarande Kymmene kommun. I anslutning till fabriken, i Karhula på fastlandet, byggdes brukssamhället Bärnäs. Stadsplanen, samhällets byggnaderna samt fabriksbyggnadernas fasader ritades av Alvar Aalto. 
Efter diverse andelsköp mellan ägarna blev företaget 1995 hälftenägt av Enso-Gutzeit Oy och Myllykoski Oy. Enso-Gutzeit efterträdare Stora Enso övertog alla aktier i Sunila Oy 2009.
Pappersmassabruket är också världens största producent av avskilt lignin enligt sulfatprocessen, och använder sig av en process som utvecklats av Chalmers tekniska högskola i Göteborg tillsammans med det svenska forskningsföretaget Innventia AB (från 2017 ägt av statligt ägda Rise Research Institutes of Sweden Holding AB).